# 国営越後丘陵公園
国営越後丘陵公園（こくえいえちごきゅうりょうこうえん）は、新潟県長岡市にある国営公園。北陸地方では唯一の国営公園である。また越後長岡百景の一つに選ばれている。

## 概要

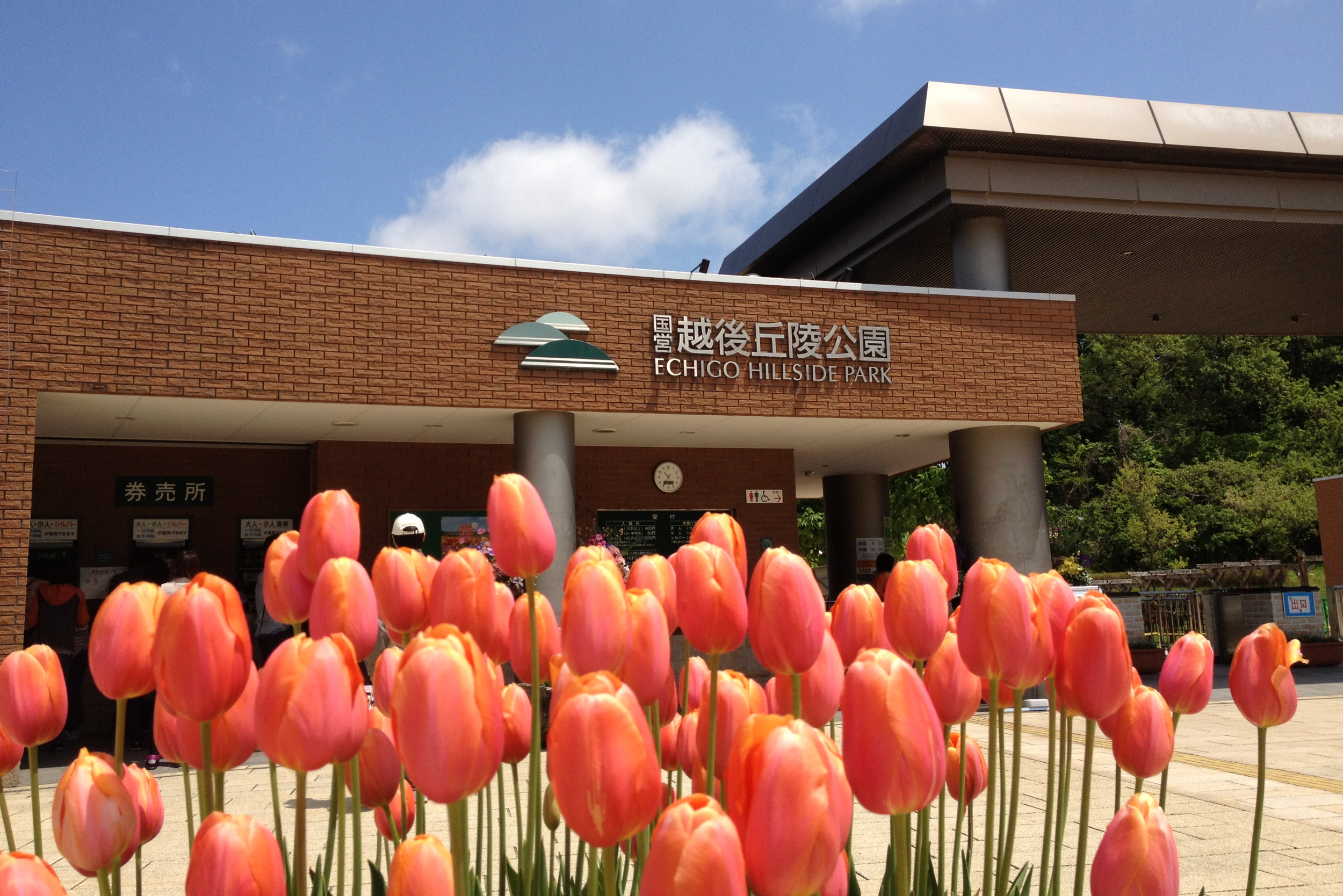
国営越後丘陵公園 入口

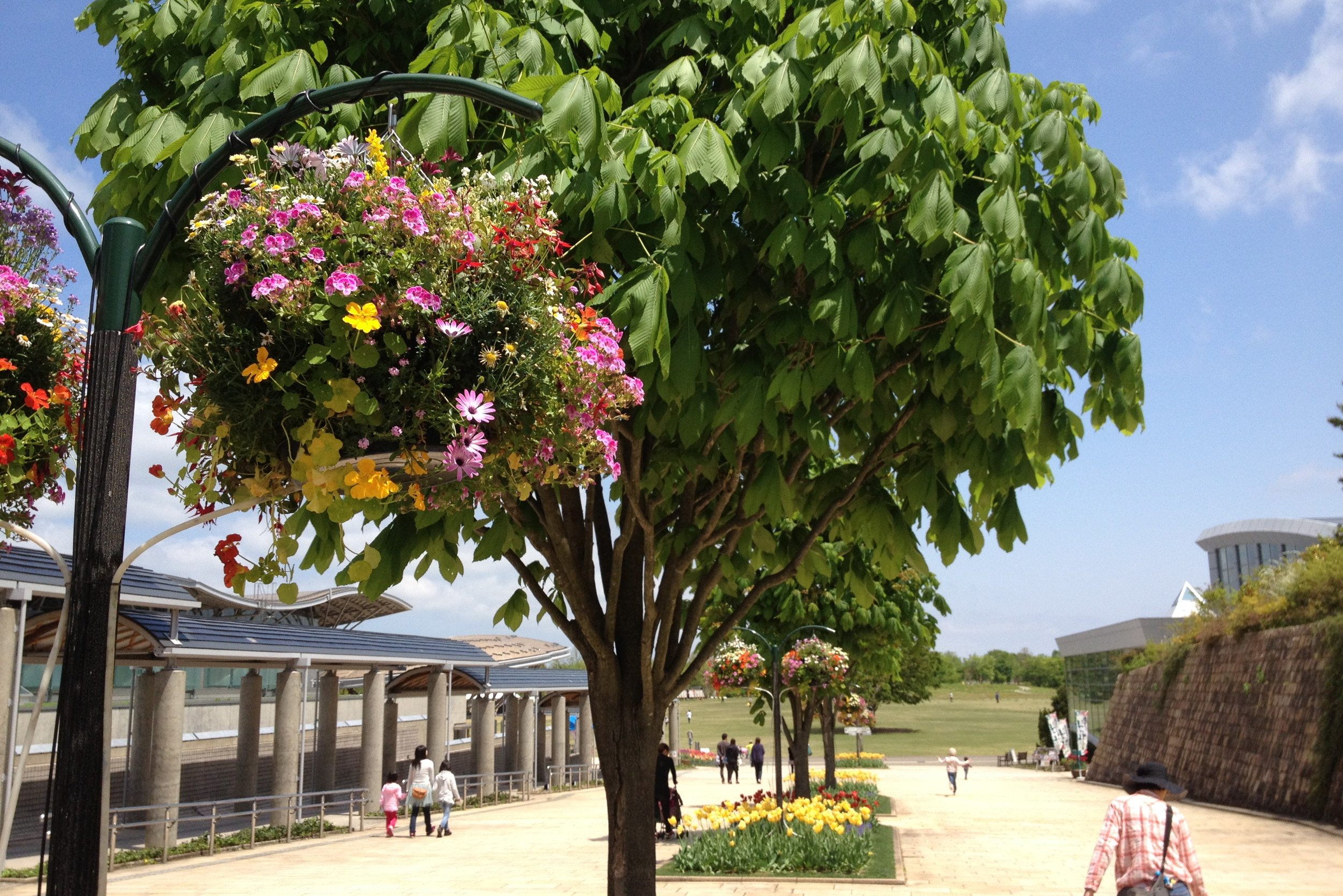
花のプロムナード

国土交通省北陸地方整備局国営越後丘陵公園事務所が整備、越後公園管理センターが管理を行っている。
国営事業の長岡ニュータウンの開発で大規模に開かれた山であったが、交通が不便であったことやバブル崩壊などによりニュータウンが売れず、大部分が残った。そのため救済策としてニュータウンにするための土地の一部を国が都市公園として開発した。
1989年より事業着手、1998年7月30日に29haを開園したのを皮切りに、以降順次面積を拡大しており、2019年5月現在は338.4haしか開園していないが、それでも莫大な面積を持つ。完成時には400haと本州日本海側最大規模となる予定である。
園内は遊具や花場がある「健康ゾーン」と、自然豊かな「里山フィールドミュージアム」の二つの大きなエリアに分かれている。
「健康ゾーン」は1998年に開園、2003年に全エリアの120haがオープンしている。大きな芝生スペース「緑の千畳敷」や、遊具エリアやふわふわドーム、芝ソリゲレンデ、水遊び広場などの遊具、「花と緑の館」「暖の館」などの休憩施設、斜行エレベーターのある展望台、バーベキューができる「野外炊飯広場」、音楽噴水があがる「越の池」などがある。また、チューリップやコスモス、アジサイ、雪割草、クリスマスローズなどの四季折々の花も楽しめ、中でも公園を代表する花場である「ながおか香りのばら園」（2023年に「香りのばら園」から改名）は、香りをテーマに作られた世界でも珍しいバラ園で、800品種2400株のばらが植栽されている（2023年現在）。初夏（5月末～6月）と秋（10月）には毎年「香りのばらまつり」が開催されている。
2019年までは毎年夏季と冬季の2回にわたり、「サマーナイトプレゼンツ」と「ウィンターイルミネーション」と呼ばれるイルミネーションイベントが開催されていた。（2020年以降はイルミネーションの実施なし）
もうひとつのエリアの「里山フィールドミュージアム」は2007年に開園。2023年現在、220haがオープンしている。里山の文化や自然を体験できるこのエリアには、拠点施設である「里山交流館えちごにあん」をはじめ、「古民家」や「越の里山館」、調理体験できる「体験工房かたくり」、田んぼや畑などがあり、定期的に里山体験イベントが開催されている。夏には「カブトムシハウス」も登場する。また、2018年に「あそびの里」40haが開園した。「草原の家」や、新潟県初となる公認パークゴルフコースなどがある。
土日祝日にはふたつのエリアをつなぐ園内バスが運行している。
冬季（12～3月）は公園の入園料・駐車料が無料になる。なお、冬季は里山フィールドミュージアムは閉鎖となる。健康ゾーンも一部施設が休止する。
降雪期の1～2月には長さ150ｍのソリゲレンデや、クロスカントリースキー、スノーシューのコースが整備され、用具の貸し出しも行われる。

## 沿革
計画当時、国営公園は各地方建設局管内に1つずつ建設されることになっていたが、北陸地方建設局（当時）管内での建設地選定にあたっては、新潟県のほか石川県が誘致に名乗りを上げていた。
- 1991年（平成3年）10月18日 - 起工式[4][8]。
- 1998年（平成10年）7月30日 - 健康ゾーンの一部開園[4][9]
- 2001年（平成13年）5月1日 - 花と緑の館管理棟及び自然探勝路橋開園[4]
- 2007年（平成19年）9月22日 - 里山フィールドミュージアムの一部開園[4]
- 2009年（平成21年）3月23日 - 総合センター開所[4]
- 2014年（平成26年）8月14日 - 開園からの累計入園者数が600 万人を達成[10]
- 2014年（平成26年）11月1日 - 越の里山館が竣工[11]

## 施設
- 健康ゾーン[12]。
  - 緑の千畳敷
  - 花と緑の館 
    - 売店
    - レストラン・グリーンフィールド

  - 暖の館 

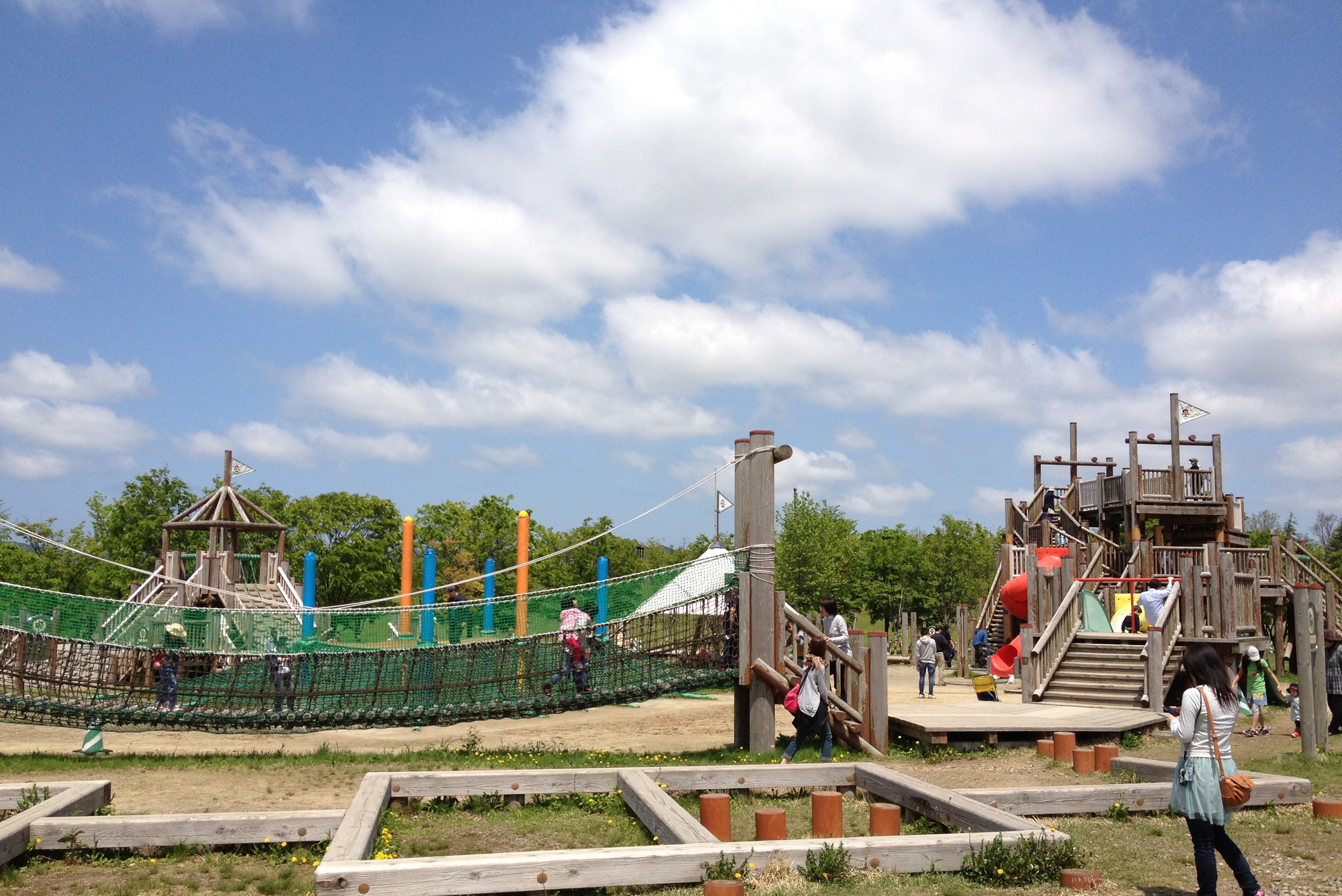
木製遊具

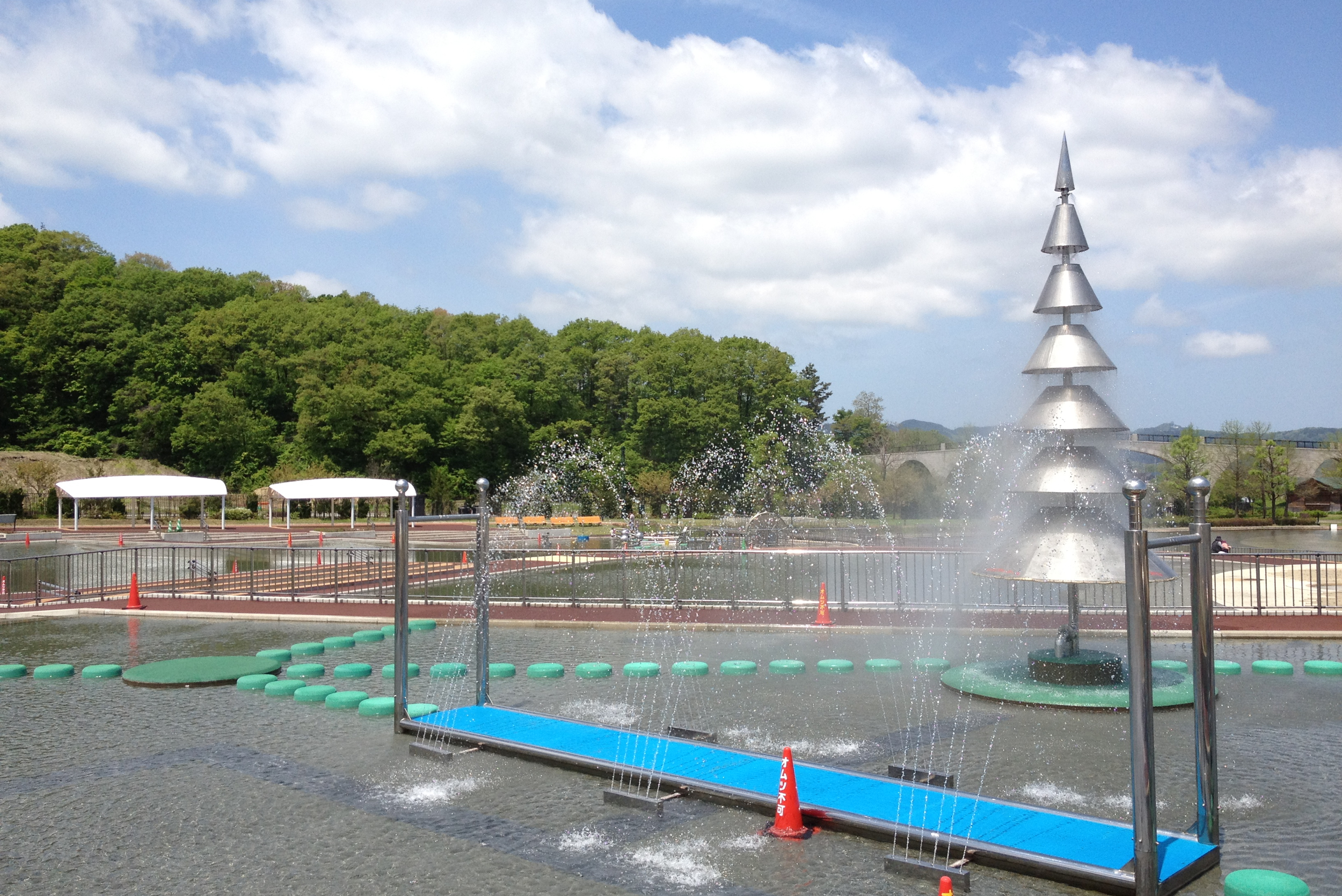
越の池 水遊び広場

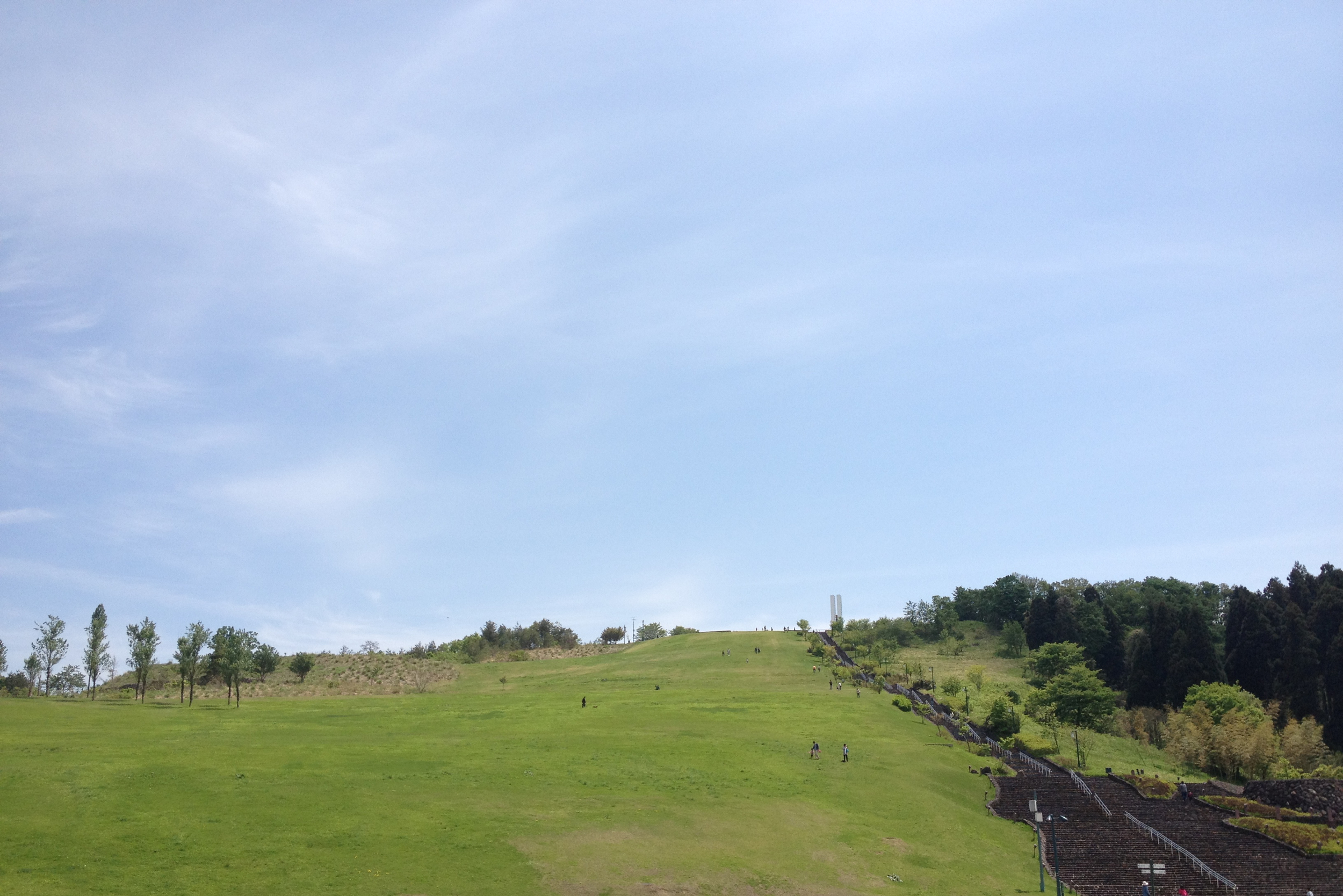
フォリーの丘

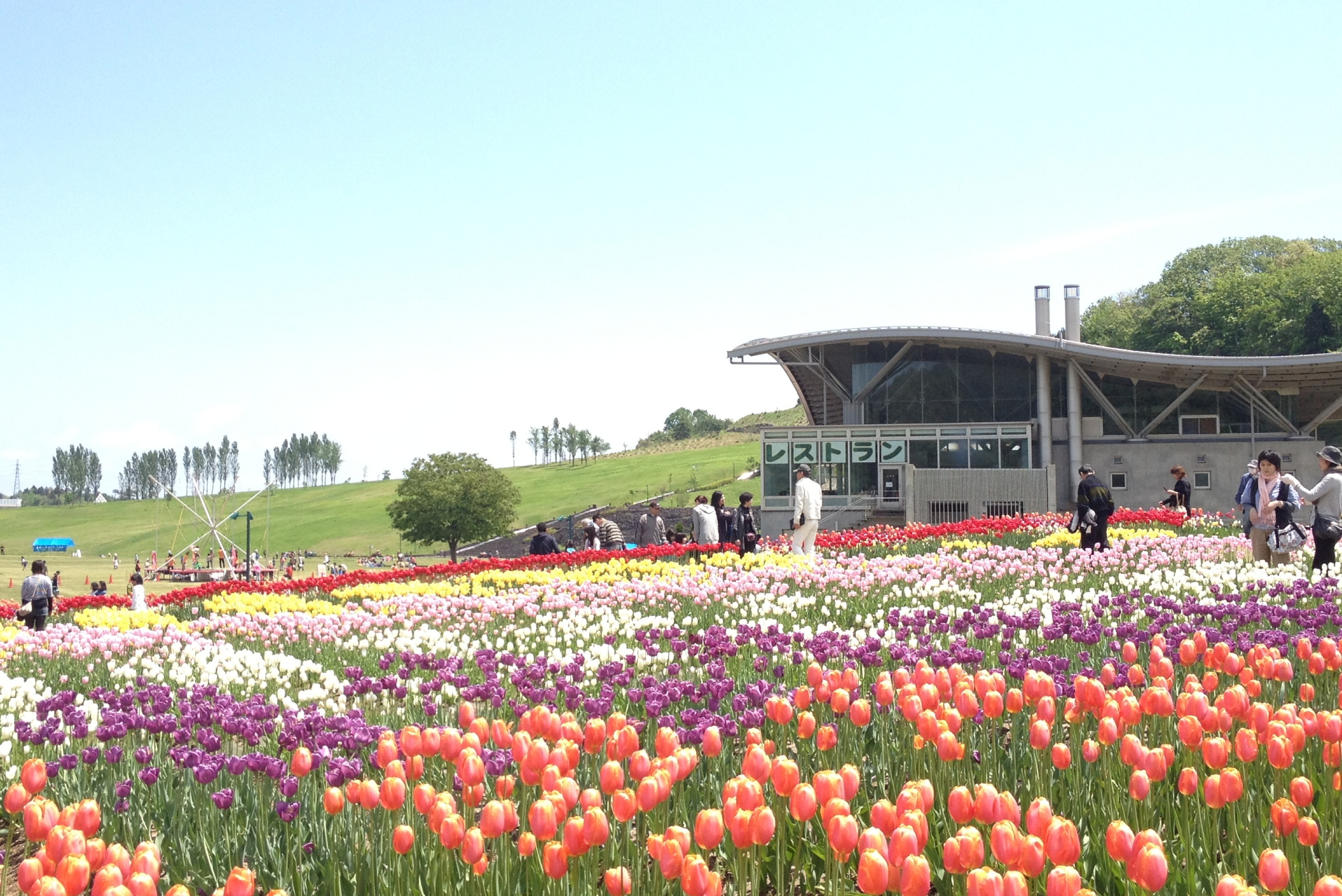
レストラン

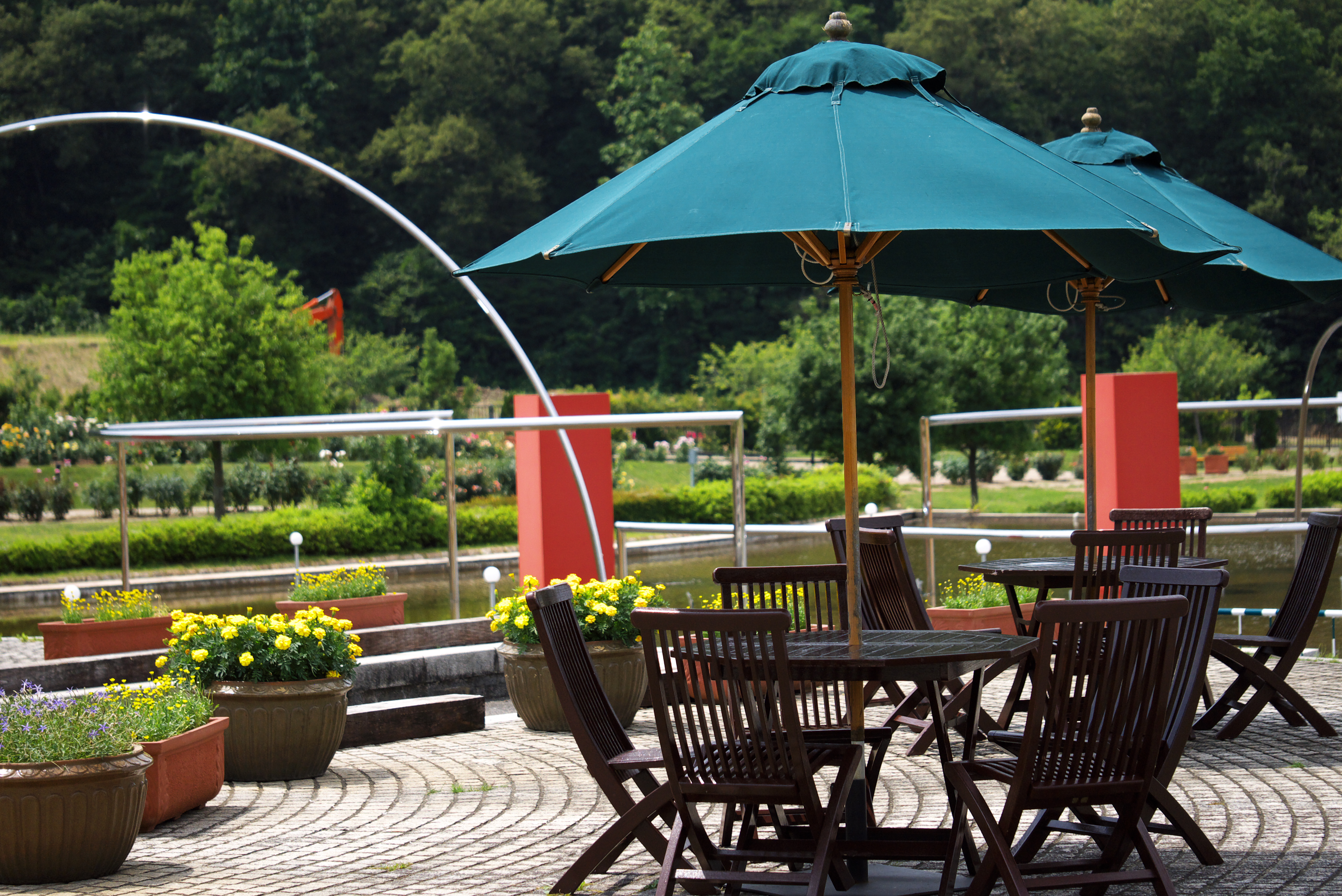
ローズカフェ

    - KIDSステーション（暖の館2F　屋内遊具施設）

  - 遊具エリア（26種類の遊具）
  - ふわふわドーム
  - 芝ソリゲレンデ
  - 越の池
    - 音楽噴水
    - 水遊び広場（夏季のみ）
    - 越の池レストハウス

  - 花の丘
  - ながおか香りのばら園（2023年「香りのばら園」から改名）
    - ローズカフェ
    - 毎年「国際香りのばら新品種コンクール」を開催している。

  - フォリーの丘
    - フォリーの丘の場所にはかつて片刈城（想定築城年：1394年〜1428年頃）があった[13]。
    - 天・地・人のフォリー

  - 野外炊飯広場
  - 展望台
  - ディスクゴルフコース
  - グラウンドゴルフコース
- 里山フィールドミュージアム[12]
  - 里山交流館えちごにあん
  - 古民家
  - 越の里山館
  - 里山体験工房かたくり
  - いやしの森
  - 花の森
  - あそびの里
    - パークゴルフコース
    - 草原の家
    - 森林遊具

など

## イベント

### 春
- かたくり百万株まつり[14]
- チューリップまつり[12]
- リレーマラソン[15]
- 香りのばらまつり

### 夏
- あじさいまつり
- サマーナイトプレゼンツ[12]（1999年～2019年）

### 秋
- コスモスまつり[12]
- 香りのばらまつり・秋
- ハッピーハロウィン

### 冬
- ウインターイルミネーション[12]（2008年～2019年）
- えちごスノーワールド（2020年「ホワイトシーズン」より名称変更）
- クリスマスローズフェスタ（2007年～）
- 雪割草まつり

## 事務所所在地
- 新潟県長岡市宮本東方町三ツ又1950-1
- 越後公園管理センター

## アクセス
自動車
- 関越自動車道長岡ICから約10分

公共交通機関
- JR長岡駅大手口6番線から路線バス「関原経由 ニュータウン行き」利用（所要約35分、越後交通運行）[16]

　「越後丘陵公園」（12月1日～翌年3月31日は「陽光台4丁目」）下車

## 周辺
- 新潟県立歴史博物館
- グレープヒル農場馬高ぶどう園
- 馬高・三十稲場遺跡
- 藤橋歴史の広場
- 長岡技術科学大学
- 雪国植物園